# وودویگووو
وودویگووو (به لاتین: Łodwigowo) یک روستا در لهستان است که در گمینا گرونوالد واقع شده‌است. وودویگووو ۴۲۰ نفر جمعیت دارد.